# Kine Boman
Kine Ann-Christin Viola Boman, född 6 februari 1973 i Vänersborg, är en svensk dokumentärfilmregissör.
Kine Boman, har dokumentärfilmat sedan 2001. Hennes första film, Enda bilden av pappa, hade premiär 2004 och handlar om en kvinnas som söker sin samiske far. Den har visats i svensk TV i mars 2006. Hennes andra dokumentär, Hjordeliv, handlar om tre samiska kvinnor och deras liv inom renskötseln. Den visades första gången i januari 2008 under Göteborg International Film Festival och visades på SVT i mars 2009.